# Friedrich August Saebelmann
Friedrich August Saebelmann (* 26. September 1851 in Nuia, heute Stadt Karksi-Nuia, Estland; † 7. März 1911 in Paistu) war ein estnischer Komponist. Friedrich August Saebelmann ist der jüngere Bruder des estnischen Komponisten Aleksander Kunileid-Saebelmann (1845–1875).
Friedrich August Saebelmann erhielt seine Musikausbildung am bekannten Lehrerseminar von Jānis Cimze im livländischen Walk (estnisch Valga). 1871 schloss er das Seminar ab. Wegen finanzieller Schwierigkeiten ging Saebelmann gemeinsam mit seinem Bruder nach Sankt Petersburg. Dort fand er Anstellung als Deutschlehrer.
1874/75 studierte Saebelmann als erster Este am Sankt Petersburger Konservatorium. Anschließend zog er in seine Heimat zurück und arbeitete dort als Schulmeister. Ab 1880 war Saebelmann als Lehrer, Chorleiter und Organist im Kirchspiel Paistu beschäftigt. Er trat auch als Klavier-, Orgel- und Cellosolist im Kreis Viljandi auf.
Bekannt wurde Saebelmann durch seine Kompositionen für Chöre wie Ellerhein, Palve, Kevade noorus und Kaunimad laulud sowie durch seine Lieder für Sologesang.